# Radu Negrescu-Suțu
Radu Alexandru Negrescu-Suțu (n. 28 august 1950, București, România) este un scriitor român, stabilit la Paris, și un opozant anticomunist care a făcut parte din Grup Canal '77.

## Biografie
S-a născut la București, tatăl său a fost colonelul Aurel-Mihai Negrescu din Roman, combatant pe Frontul de Răsărit, deblocat din armată în 1947, iar mama principesa Georgeta Rudolf Suțu din Iași, stră-strănepoata domnitorului Alexandru Nicolae Suțu, sora pianistei Rodica Suțu, fiica scriitorului Rudolf Suțu și nepoata junimistului Alexandru Grigore Suțu.
Între 1968 și 1970, publică poezie de factură suprarealistă în țară, la revista studențească Amfiteatru. Ca scriitor se remarcă prin eseurile sale și prin proza scurtă. Dialogul Teologilor, Eseuri, Poarta Luminii sunt câteva dintre volumele sale de eseuri publicate de-a lungul timpului (la Editura Dorul din Danemarca). A scris și nuvele precum Concertul de Händel, Cleopatra, Besadà, Meredith, Annalisa etc. Parte din acestea se regăsesc și în volumul La Bocca della Verità publicat în 2016 la Editura Junimea din Iași.
În 1975 se dedică studiului picturii și istoriei artelor. Face pelerinaje anuale la mănăstirile din Moldova, unde studiază iconografia. 
Anul 1977 îl găsește în conflict deschis cu regimul comunist, ca semnatar al apelului lui Paul Goma și coautor și semnatar împreună cu Ioan Marinescu, Dan Iosif Niță, Raymond Păunescu și Nicolae Windisch al unui protest împotriva nerespectării drepturilor omului în România. Este arestat și condamnat la un an de muncă forțată la Canalul Dunăre-Marea Neagră. În urma grevei foamei declarată public la 1 septembrie 1977 și ținută efectiv timp de aproape o săptămână în condiții de torturi fizice și psihice din partea Securității și în urma intervenției organizației Amnesty International și a președintelui Statelor Unite ale Americii, Jimmy Carter,  Negrescu-Suțu este eliberat și  expulzat din țară la sfârșitul aceluiași an, obținând azil politic în Franța și stabilindu-se la Paris. 
Expune pictură religioasă în Austria, Franța și Germania, trecând ulterior la suprarealism. 
După revoluția română din 1989 abandonează pictura, devenind membru al Asociației Ziariștilor Români din Vest (AZR), publicând câteva sute de articole literare și politice în ziarele românești din țară și exil, precum și o suită de interviuri și polemici cu personalități din lumea literară și artistică a exilului și din țară. De asemenea, devine membru activ al Asociației Foștilor Deținuți Politici din România (AFDPR) și al Uniunii pentru Regele Mihai (UPRM) din Franța, între 1990 și 2000. Colaborează, în 2002, la serialul Memorialul Durerii, realizat de Lucia Hossu-Longin și la filmele documentare Fanarioții, realizat de Dr. Erato Paris din Atena (2009, premiat la Festivalul Filmului Documentar, Câmpulung Muscel, 2011), Salutări din Iași, realizat de prof. Dragoș Zămoșteanu (2011) și România de sânge albastru, realizat de Carmen Avram și Ana Mihail-Iorga (Antena3 - 2017). Este membru al Societății culturale ,,Junimea’’ Nouă și al Institutului Român de Genealogie și Heraldică ,,Sever Zotta’’ din Iași.

## Opera
- Zece Amintiri (1996)
- Și-alte patru triste cânturi (2002)

### Eseuri și nuvele
- Dialogul Teologilor, Editura Criterion, București (1995, 2009) - cu o prefață de Paul Goma
- Eseuri, Editura Dorul, Danemarca (1996)  - cu o prefață de Ana Blandiana
- Poarta Luminii, Editura Dorul, Danemarca (1999)  - cu o prefață de Titus Bărbulescu
- Concertul de Händel, Editura Dorul, Danemarca (2000)  - cu o prefață de Titus Bărbulescu
- Cleopatra (trilogie) (2015)
- La Bocca della verità, Editura Junimea, Iași (2016) - cu o prefață de Paul Goma
- Iluzia cristalizării, Editura Corint, București (2019) - în dialog cu Liliana Corobca
- Annalisa, Editura Junimea, Iași (2021) - cu o prefață de Valeriu Mărgineanu

### Genealogie, colaborări
- Livre d’or de la Famille Soutzo, Editura Autorului, Paris (2005)
- Les Cazaban, une chronique de famille - Eugen Dimitriu & Filip-Lucian Iorga (2007) - colaborare
- Entretiens avec les familles Phanariotes - dr. Erato Paris (2008) - colaborare
- Descendența „europeană” a Alexandrinei Alexandru Suțu (2008)
- Descendenții contemporani ai boierimii române - Filip-Lucian Iorga (2010) - colaborare
- Edmond de Werbrouck et la Banque Parisienne - Yvette Bourumeau-Dupuis (2013)  - colaborare
- Iașii de odinioară - Rudolf Suțu, ediție revăzută, Editura Corint (2015) - colaborare
- Cartea de aur a Familiei Suțu, Editura Capitel, București (2015) - cu o prefață de Mihai D. Sturdza
- Stirpea Drăculeștilor, Editura Corint, București (2017)  - cu o prefață de Filip-Lucian Iorga
- Social and administrative elite in the romanian space - Filip-Lucian Iorga, Hartung-Gorre Publisher 2021) - colaborare
- Familia Negrescu din Roman, Editura Vremea, București (2023)
- Stambul 1800-1821 - Dimitrie Suțu, Editura Junimea, Iași (2023) - colaborare
- Cartea de aur a Familiei Suțu, Editura Vremea, București (2024) - cu o prefață de Mihai D. Sturdza

### Filme documentare, colaborări
- Memorialul Durerii (2002) - de Lucia Hossu-Longin
- Regăsirea demnității de Om, de Nicolae Mircea Năstase, Radio România Internațional, București (2008)
- Bizanț după Bizanț (Fanarioții) - dr. Erato Paris (2010) - colaborare
- Salutări din Iași (2011) - de dr. Dragoș Zămosteanu - colaborare
- România de sânge albastru (2017) - de Ana Mihail-Iorga, film Antena 3
- Povești cu blazon (2017) - de Ana Mihail-Iorga, film Antena 3
- Descendenții Familiei Suțu, (2019) - de Mihaela Coposciuc, film ProTV
- Grup Canal '77 (2019) - de dr. Dragoș Zămosteanu
- Festivalul de film și istorii - Râșnov (2019)
- Festivalul de Film Internațional - Sibiu (2019)
- Festivalul Internațional de Literatură și Traduceri (FILIT) - Iași (2019)
- Festivalul de Film Documentar DocEst - Iași (2019)
- Comunism, exil, destine sau puterea cuvântului NU în România totalitară - de Oana Lazăr, film TVR Iași (2019)
- Festivalul de Psihanaliză și Film – București (2019)
- Festivalul de Film Alter-Native - Târgu Mureș (2020)
- Ghici cine vine la cină? - de Vasile Arhire, film TVR Iași (2021)
- România de peste granițe - de Cristina Liberis, Trinitas TV, București (2021)
- Amintiri despre monseniorul Vladimir Ghika - de Anca Filoteanu, Angelus TV, București (2023)

### Volume omagiale, colaborări, interviuri
- Trădarea Exilului? - scriitorul Paul Goma (2000) - interviu
- Penultima călătorie - scriitoarea Alina Diaconu (2000) - interviu
- Anca Visdei, Imensa aventură de a rămâne în viață și de a nu ți-o trăda, România literară, București (2001)
- Despre posibilitatea afirmării românilor în străinătate - actorul Bogdan Stanoevici (2001) - interviu
- ,,Exilul Alexandrei’’, piesa exilului românesc - dramaturga Anca Visdei (2001, 2008) - interviu
- Despre vidul spiritual al omului modern - pictorul Cornel Bârsan (2001) - interviu
- Despre condiția și rolul artistului în societate - pictorița Gloria Bădărău (2005) - interviu
- Prefața la Prin Bucurestiul albanez de Adrian Majuru - Editura Privirea (2006)
- Alina Mungiu și fenomenul Pitești (2006)
- Laura Guțanu, Despre aristocrație și noblețe, Editura ONE, București (2007)
- Costin Cazaban, Wikipedia (2009)
- Nouăzeci de ani de la dispariția fondatorului psihiatriei românești Alexandru A. Suțu, Editura Academiei Române (2009)
- Anul 1977 și recunoștința tinerei generații, Academia de științe a Moldovei, Chișinău (2010)
- Paul Goma, Dosarul unei iubiri târzii, Editura Eagle Publishing House (2010) (2015)
- Yvette Bourumeau-Dupuis, Edmond de Werbrouck et la Banque Parisienne (2013)
- Oana Marinache, Louis Pierre Blanc, Editura Istoria Artei, București (2014)
- Mihai Dim. Sturdza, Editura Universității Al. I. Cuza, Iași (2014)
- In memoriam Leon Ghika - Manuela Ghika-Oroveanu (2015) - interviu
- Prefața la Iașii de odinioară de Rudolf Suțu, Editura Corint (2015)
- Flori Bălănescu, Grup Canal '77, Editura Ratio et Revelatio (2015)
- IICCMER, Paul Goma și exilul etern, Editura Ratio et Revelatio (2016)
- Alina Diaconu, El pintor de La Boca que fue secuestrado por Astiz, Editura Clarin, Buenos Aires (2017)
- Prefața la albumul de pictură Coloane de lumină de Nazen Peligrad, București (2019)
- Prefața la volumul de versuri Lumi împărțite, de Mihaela Gudană, Ed. Princeps Multimedia, Iași (2020)
- Dimitri Joannidès, Catalogue Alexandre Dumas - La Route de Varennes, Paris (2020)
- Prefața la Alberto Giacometti. Asceză și pasiune de Anca Visdei, Editura Junimea (2023)
- Discendenti rumeni dei pittori Ademollo, Edizioni Siamo di nuovo insieme (2024)
- Retrouver la dignité humaine – Revista Memoria (2023)
- Laura Guțanu, Despre exil și patriotism, Căminul românesc, Geneva (2023)
- Prefața la Casa Suțu, palatul și fantomele sale de Nazen Peligrad, Editura Vremea (2024)
- Prefața la Ruxandra Suțu sau destinul unei fiice de Voievod, „Regină a Daciei și descendentă a Bizanțului'', de pr. Gheorghe Daniel Micu, Editura Crez, Brașov (2024)

### Corespondent al publicațiilor
- Academica, Acum, Adevărul, Altermedia, Amfiteatru, Cotidianul, Convorbiri literare, Coroana de oțel, 22, Dreptatea, Dunărea de Jos, Jurnalul literar, Luceafărul, Magazin istoric, Memoria, ONE, România liberă, România literară, Scriptor, Siamo di nuovo insieme, Tribuna, 3R (România)
- Metaliteratură, Plai românesc, Țara fagilor (Bucovina)
- Lumea liberă, Micromagazin, Origini (SUA)
- Cuvântul românesc (Canada)
- Buletin de informații (Australia)
- Clarin viva (Argentina)
- Carpații (Spania)
- Asymetria, BIRE, Lupta, Revers, Casa românească (Franța)
- Dorul (Danemarca)
- Românul liber (Anglia)
- Curierul românesc (Suedia)
- Căminul românesc (Elveția)
- Observator, Vatra (Germania)